# Organització de Marxistes-Leninistes d'Espanya
L'Organització de Marxistes-Leninistes d'Espanya (OMLE) (en castellà: Organización de Marxistas-Leninistas de España, OMLE) fou un grup comunista espanyol, format a Brussel·les el setembre de 1968 per diversos nuclis escindits del Partit Comunista d'Espanya (PCE), acusant-los de revisionistes, fins a la seva dissolució i integració al Partit Comunista d'Espanya (reconstituït) (PCE(r)). Al llarg de la seva existència actuà de forma clandestina per causa de la persecució de la policia franquista. Tingué bases en algunes poques ciutats com Cadis o Vigo.

## Història
L'OMLE celebrà el primer congrés el juny de 1973. A partir d'aleshores, els serveis d'informació franquistes el classificaren com a grup secret subversiu.
L'any 1974, un sector d'Organització Obrera (en gallec: Organización Obreira) s'uní al grup.
L'octubre de 1975 convocà el congrés fundacional del Partit Comunista d'Espanya (reconstituït) (PCE(r)), el qual juntament amb els Grups de Resistència Antifeixista Primer d'Octubre (GRAPO) actuaren com la continuació de l'OMLE.

## Publicacions
De 1969 en endavant, el grup comunista publicà Bandera Roja com el seu òrgan central i Antorcha com el seu òrgan teòric. El Gallo Rojo fou publicat pel comitè regional d'Andalusia.
L'any 1974 el comitè director de l'organització publicà una declaració de principis de 9 pàgines.